# Monique W. Labidoire
Monique W. Labidoire (született Monique Welger, Párizs, 1937. szeptember 8. –) magyar származású francia költő.

## Élete
Monique Welger 1937-ben született Párizsban. Anyai nagyszülei Gottlieb Jenő (Budapest, 1890. december 24.) és Daci Terézia (Fülöpszállás, 1890. augusztus 22.). Édesanyja, Gottlieb Margó / Margit / Manci (Budapest, 1909. november 24. – Párizs, 2006. június 28.) tizennégy éves korában, 1923-ban érkezett szüleivel és négy fiatalabb testvérével Franciaországba: a fasizmus elől menekültek el Magyarországról. Édesanyja legfiatalabb húga, Yvonne már Franciaországban született, és pár évig Fejes Endre társa volt. Édesapja Welger Leopold (Lipot, Paul; Budapest, 1900. július 17. – Auschwitz, 1942. augusztus 13.). A második világháború előtt a család az Île Saint-Louis-n lakott, ahol akkoriban alkalmazottak, munkások, kiskereskedők éltek, és ahol Noailles grófnőjével, Léon Blummal, Pierre Cottal, René Cassinnal, Marc Chagallal és sok közép-európai bevándorlóval lehetett találkozni, akik többnyire szállodai szobákban laktak. Átélte a náci megszállást, apját Auschwitzba deportálták és megölték. A rue des deux-ponts 10. szám alatt egy szerény emléktábla emlékeztet arra, hogy 1942. július 16-án több mint száz férfit, de nőket és gyerekeket is elraboltak otthonaikból. Monique a világháború alatt három évig egy katolikus árvaházban rejtőzött. Gyerekkora a magyarság jegyében telt, édesanyja özvegysége után újra férjhez (Fried Manci) ment egy magyar származású férfihez. Kétnyelvű gyermekkorában Monique Labidoire sokat olvasott, először a klasszikusokat, majd tizenkét évesen egyik iskolatársával felolvasta Jacques Prévert Paroles című művét (1946). Ekkor fedezte fel a költészetet. 1951-ben kezdett a Lycée Edgar Quinet-ben tanulni. Sok nyári hónapot töltött Budapesten a nagyszüleivel és többi családtagjával.
Középfokú tanulmányait a párizsi Edgar Quinet Lycée-ben végezte, aztán dolgoznia kellett. Sok ideiglenes titkári munkát végzett, majd tíz évig Henry Bulawko munkatársa volt a Cercle Bernard Lazare-nál. Férjhez ment André Labidoire-hoz, két fiuk született. Ebben az időszakban teljesen az írásnak és a gyerekeiknek szentelhette magát, mert már nem volt szüksége állásra, így versíró műhelyeket vezetett, konferenciákat szervezett. Tíz év múlva csatlakozott férje kommunikációs ügynökségéhez, és nyugdíjazásáig ott dolgozott. Sokszor visszatért Budapestre családjával és barátaival. 
1962-es találkozása Guillevic-kel meghatározó volt költői jövője szempontjából. Költészeti műhelyeket vezetett különböző helyeken. Húsz évig vezette Párizsban a „Költő szerdáját” (Mercredi du Poète), ahol bemutatta a kortárs költőket a maguk sokszínűségében. A Printemps des Poètes keretein belül bemutatta Lackfi Jánost.

## Munkássága
Számos folyóiratban közreműködik és konferenciákon vesz részt Franciaországban és külföldön egyaránt. 1964-től jelentek meg verseskötetei. Az 1999-es Mémoire du Danube (A Duna emlékezete) című verseskötetében magyar vonatkozású verseket közölt: ez a könyv az élő emlékezethez való visszatérés. A „Duna emlékezete” a költő saját történetéből rekonstruált utazás a múltba. A 2010-ben megjelent, 1942 une enfance et un peu plus (1942 Egy gyerekkor és egy kicsit több) című önéletrajzi ihletésű regényében a második világháború alatti és utáni gyermekkorát beszéli el. Bőséges költői életműve mellett párhuzamosan fontos kritikai munkásságot végzett (ezek összegyűjtve megjelentek: S’aventurer avec Guillevic et neuf poètes contemporains, 2006).
A következő folyóiratokban jelennek meg művei:
- LittéRéalité (Université de Toronto)
- Poésie Première
- Rimbaud-Revue
- Poésie-sur-Seine
- Jointure
- Les Hommes sans épaules- Cahiers de la Baule
- Diérèse
- Concerto pour marées et silence

Művei megjelentek különböző antológiákban, például:
- Histoire de la poésie française du XX° siècle V.3 de Robert Sabatier
- Vous avez dit « Poésie »  Sac à mots édition 2003
- La pampa de l’absolu      L.G.R. 2006
- Les riverains du feu     Le Nouvel Athanor

Tagja a Pen Club-nak és számos költői egyesületnek.
Első három verseskötetén Monique Welger név szerepel, aztán 1978-ban az Arythmiestől Monique Labidoire lesz az aláírás. Huszonöt évvel később, 2003-ban, a Peuplement de la parole borítóján egy „W.” jelent meg Monique és Labidoire között.
A 2014-ben megjelent L’Intimité du poème (A vers intimitása) című kötete inkább esszének tűnik, mint versgyűjteménynek, de mégis vannak benne versek, legalábbis kreatív szövegek. Ez egy reflektív mű az írásról, arról, hogy mit élt meg a józan, családias, a mindennapi házban. Az emlékezet központi szerepet játszik a könyvben számos hibrid művel: versek prózában, elbeszélés, jegyzetek, beszélgetés önmagával, létről való beszélgetés egy másik költővel. Labidoire dekonstruálja a műfaji határokat. 

## Díjai
- 2000: Grand Prix du Président de la République de la SPAF (köztársasági elnöki nagydíj), a Mémoire du Danube című könyvéért
- 2000: Grand Prix de la Ville de La Baule (La Baule városának fődíja), a Mémoire du Danube című könyvéért
- 2009: Prix Aliénor (Alienor-díj), a Requiem pour les mots című könyvéért
- 2021: Chevalier dans l’ordre des Arts et des Lettres (A Művészeti és Irodalmi Rend lovagja) teljes munkásságáért és a francia költészet terjesztéséért

## Kötetei
- Le Maillon, la chaîne, Guy Chambelland, 1964
- Saisir la fête, Guy Chambelland, 1967
- Arythmies, S.G.P., 1978
- Cassures, S.G.P., 1983
- Géographiques, Le Milieu du Jour, 1991
- Natures Illimitées, Le Milieu du Jour, 1995
- Triptyque, La Bartavelle, 1997
- L'âne et la myrtille: Poésies pour enfants, La Bartavelle, 1999
- Mémoire du Danube, La Bartavelle, 1999
- L’exil du poème, Librairie Galerie Racine, 2000
- Jardin dans la presqu’île, Alain Benoît, 2001
- Littoral, Atelier de Villemorge, 2002
- Peuplement de la parole, Editinter, 2004
- Épeler le monde: écriture à deux voix avec André R. Labidoire, L-G-R, 2004
- Lointaines écritures, Editinter, 2005
- Les quatre éléments: Poèmes de Guillevic, Michel Butor, Jean Campa et Monique W. Labidoire, Robert Blanchet, 2005
- Soudaines sources, Sac à mots-édition, 2006
- « S’aventurer avec Guillevic » et 9 poètes contemporains,  Editinter, 2006
- Requiem pour les mots, Editinte,  2009
- Mémoire d’absence, Editinter, 2010; olasz fordítása: Memoria d’assenza, Edizioni Universitarie Romane, 2017
- 1942: Une enfance et un peu plus…, Editinter, 2010
- Dans le jardin obscur: Libre conversation sur la poésie, Monique W. Labidoire, Alain Duault, Le Passeur éditeur, 2014
- L’Intimité du poème,  Sac à mots-édition, 2014
- Gardiens de lumière, Editions Alcyone, 2017
- D’une lune à l’autre, Editions Alcyone, 2017
- Voyelles bleues Consonnes noires, Editions Alcyone, 2019
- Être du monde, Éditinter, 2021